# Hilbert van der Duim
Hilbert van der Duim (ur. 4 sierpnia 1957 w Beetsterzwaag) – holenderski łyżwiarz szybki, pięciokrotny medalista mistrzostw świata.

## Kariera
Pierwszy sukces w karierze Hilbert van der Duim osiągnął w 1977 roku, kiedy wywalczył brązowy medal w wieloboju podczas mistrzostw świata juniorów w Inzell. Wśród seniorów pierwszy medal zdobył  na wielobojowych mistrzostwach świata w Heerenveen (złoto). Wynik ten powtórzył na rozgrywanych dwa lata później mistrzostwach świata w Assen. W międzyczasie zdobył srebrny medal na mistrzostwach Europy w Deventer i mistrzostwach Europy w Oslo. Kolejne dwa medale wywalczył w 1983 roku. Najpierw zwyciężył na mistrzostwach Europy w Hadze, a następnie zajął trzecie miejsce sprinterskich mistrzostwach świata w Helsinkach. W zawodach tych wyprzedzili go jedynie Japończyk Akira Kuroiwa oraz Pawieł Piegow z ZSRR. Podczas mistrzostw Europy w Larvik w 1984 roku zdobył kolejny złoty medal, a na wielobojowych mistrzostwach świata w Göteborgu był trzeci. Uległ tam tylko Olegowi Bożjewowi z ZSRR i Andreasowi Ehrigowi z NRD. Ostatni medal wywalczył na mistrzostwach świata w wieloboju w Hamar, gdzie był trzeci za swym rodakiem, Heinem Vergeerem i Olegiem Bożjewem. W 1980 roku wystartował na igrzyskach olimpijskich w Lake Placid, gdzie jego najlepszym wynikiem było czwarte miejsce w biegu na 5000 m. Walkę o podium przegrał wtedy z Tomem Erikiem Oxholmem z Norwegii. Na tych samych igrzyskach był też między innymi szósty na dystansie 10 000 m. Na rozgrywanych cztery lata później igrzyskach w Sarajewie był siódmy w biegach na 1000 i 1500 m, dziewiąty w biegu na 5000 m i dziesiąty na 10 000 m. Wielokrotnie zdobywał medale mistrzostw Holandii, w tym w latach 1979–1985 był mistrzem Holandii w sprincie. Po udziale w wypadku samochodowym w lutym 1987 roku, w wyniku odniesionych obrażeń musiał zakończyć karierę.